# Baden bei Wien

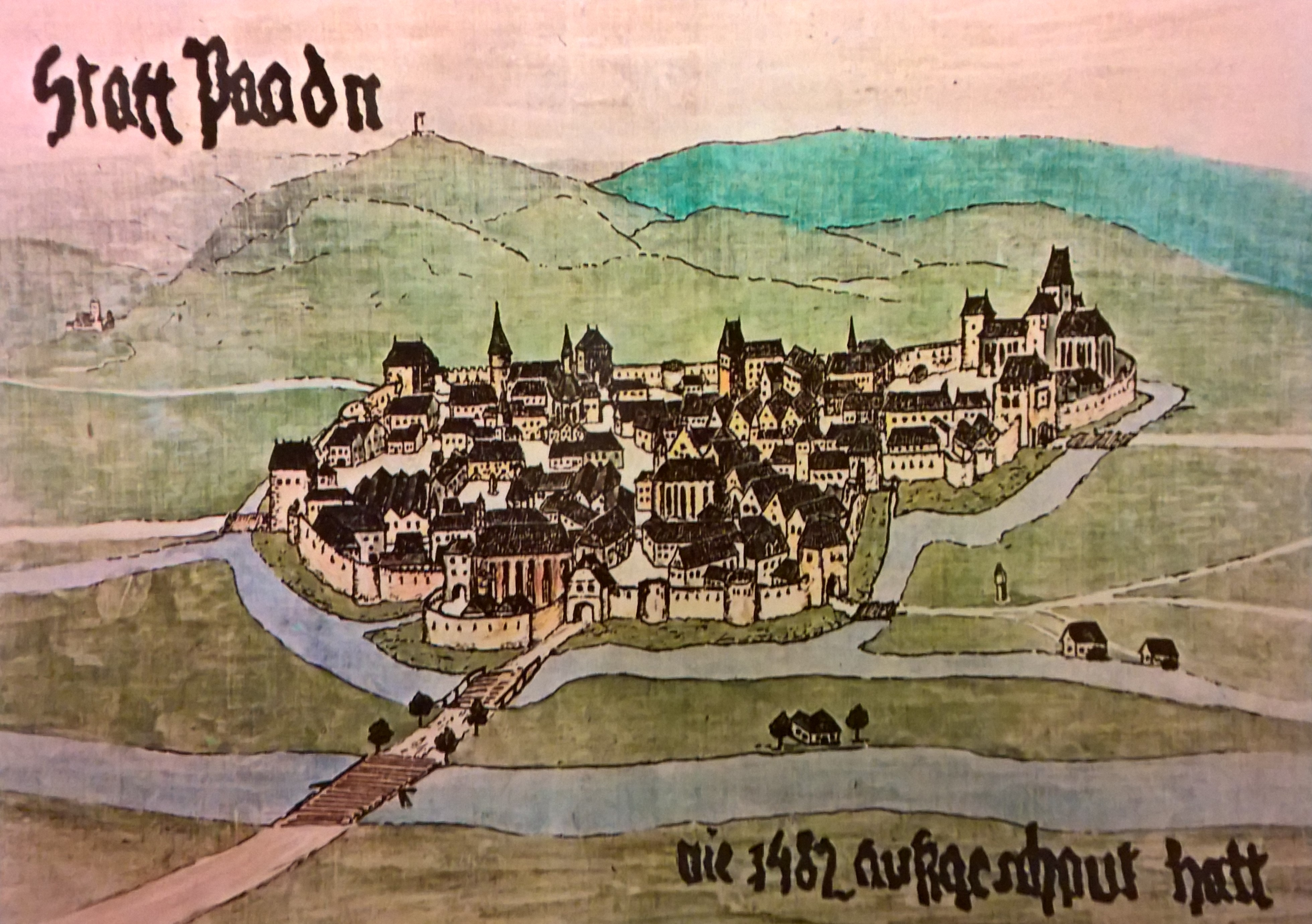
Contemporary illustration of Baden from the year 1482

Baden bei Wien es una localidad-balneario austriaca de la Baja Austria y capital del distrito de Baden localizada a 26 km al sur de Viena, Wiener Neustadt. Aunque su toponimia oficial es simplemente Baden, se suele recurrir al nombre de la capital estatal para diferenciarlo de otras localidades de mismo nombre como Baden-Baden (Alemania) o Baden (Suiza).
El municipio está formado por las parroquias de Braiten, Gamingerhof, Leesdorf, Mitterberg, Rauhenstein y Weikersdorf.

## Historia
La fundación de Baden data de la época de la Antigua Roma, en aquel entonces era conocida como Thermae Pannonicae. Hoy en día, todavía existen resquicios de la época. En el año 869 fue mencionada como "Padun" y en 1480 recibió el estatus de ciudad. 
Aunque la población sufrió los saqueos por parte de los húngaros y los turcos, la localidad volvió a recuperarse de los sucesos. La Familia Real Austriaca fijó su residencia de verano en Baden, la cual fue construida junto a varias villas lujosas bajo el mandato del Emperador Francisco I. En su época de apogeo, recibió las frecuentes visitas estivales de Ludwig Van Beethoven.
En 1812, la localidad se produjo un incendio que asoló la localidad, por lo que tuvo que ser reconstruida por el arquitecto Joseph Kornhäusel con un estilo Biedermeier.
Durante la I Guerra Mundial, Baden fue la sede del ejército austrohúngaro de manera temporal. En 1934 se inauguró un casino con el que la localidad pasó a ser un importante resort austriaco. Tras la II Guerra Mundial, Baden volvió a ser el centro del ejército, aunque en aquella ocasión por parte del Ejército Rojo (Unión Soviética) dentro de la zona aliada hasta 1955.

## Geografía
Baden está situada a la entrada del Helental, cerca del río Schwechat, dentro de la franja montañosa de los bosques de Viena. La zona dispone de un Kursaal, quince balnearios, una parroquia de estilo gótico y el ayuntamiento en el que se puede acceder a archivos históricos.
La localidad es una importante zona vinícola con 120 viñedos.

### Demografía y climatología
| 1971                             | 22.727 |
| 1981                             | 23.140 |
| 1991                             | 23.488 |
| 2001                             | 24.518 |
| 2006                             | 25.212 |
| 2010                             | 25.136 |
| Source: Baden (Niederösterreich) |        |

## Infraestructuras
La ciudad está conectada por la (A2) Süd Autobahn (Viena-Carintia) y por la línea S9 de la S-Bahn en la estación de Baden al igual que el WLB.